# Liste des lieux-dits de Nouvelle-Calédonie
La liste des quartiers, villages et tribus de Nouvelle-Calédonie.

## Province Nord
| Communes | Quartiers           |
| -------- | ------------------- |
| Canala   | Nakéty              |
| Canala   | Emma (Canala)       |
| Canala   | Haouli              |
| Canala   | Koh                 |
| Canala   | Négropo             |
| Canala   | Ouassé              |
| Kouaoua  | Kanoé-Chaoué        |
| Kouaoua  | Kouaoua (chef-lieu) |
| Kouaoua  | Méa-Mébara          |
| Kouaoua  | Wabe                |
| Kouaoua  | Wénèè               |

## Province Sud
Il y a 110 lieux-dits dans la Province Sud, les quartiers de Nouméa exclus.
| Communes     | Quartier                   |
| ------------ | -------------------------- |
| Boulouparis  | Boulouparis (chef-lieu)    |
| Boulouparis  | Bouraké                    |
| Boulouparis  | Gilles (Boulouparis)       |
| Boulouparis  | Kouerga                    |
| Boulouparis  | Nassirah                   |
| Boulouparis  | Nétéa                      |
| Boulouparis  | Ouaméni                    |
| Boulouparis  | Ouinané                    |
| Boulouparis  | Ouitchambo                 |
| Boulouparis  | Tomo                       |
| Bourail      | Azareu                     |
| Bourail      | Bouirou                    |
| Bourail      | Gouaro                     |
| Bourail      | Nandaï                     |
| Bourail      | Néméara                    |
| Bourail      | Nessadiou                  |
| Bourail      | Ny (Bourail)               |
| Bourail      | Roche Percée (Bourail)     |
| Bourail      | Oua-Oué                    |
| Bourail      | Potê                       |
| Bourail      | Poé                        |
| Dumbéa       | Auteuil                    |
| Dumbéa       | Cœur de ville              |
| Dumbéa       | Dumbéa (chef-lieu)         |
| Dumbéa       | Dumbéa-sur-mer             |
| Dumbéa       | Katiramona Sud             |
| Dumbéa       | Koghis                     |
| Dumbéa       | Koutio                     |
| Dumbéa       | La Couvelée                |
| Dumbéa       | Nakutakoin                 |
| Dumbéa       | Nondoué                    |
| Dumbéa       | Plaine de Koé              |
| Farino       | Fonwhary                   |
| Farino       | Farino (chef-lieu)         |
| La Foa       | Coindé                     |
| La Foa       | La Foa (chef-lieu)         |
| La Foa       | Forêt Noire (La Foa)       |
| La Foa       | Oua-Tom                    |
| La Foa       | Oui-poin                   |
| La Foa       | Pocquereux Kouma           |
| île des Pins | Comagna                    |
| île des Pins | Gadji                      |
| île des Pins | Koutoumo                   |
| île des Pins | Ouatchia                   |
| île des Pins | Touété                     |
| île des Pins | Vao                        |
| île des Pins | Wapan                      |
| île des Pins | Wapwangâ                   |
| île des Pins | Youati                     |
| Moindou      | Kéré                       |
| Moindou      | Moméa                      |
| Moindou      | Mouidou (chef-lieu)        |
| Moindou      | Téremba                    |
| Mont-Dore    | Boulari (chef-lieu)        |
| Mont-Dore    | Grand Sud                  |
| Mont-Dore    | Île Ouen                   |
| Mont-Dore    | La Conception              |
| Mont-Dore    | La Coulée                  |
| Mont-Dore    | Lembi-Mouirange            |
| Mont-Dore    | Mont-Dore Sud              |
| Mont-Dore    | Plum                       |
| Mont-Dore    | Pont-des-Français          |
| Mont-Dore    | Prony                      |
| Mont-Dore    | Robinson                   |
| Mont-Dore    | Saint-Louis                |
| Mont-Dore    | Saint-Michel               |
| Mont-Dore    | Vallon-Dore                |
| Mont-Dore    | Yahoué                     |
| Nouméa       | Quartiers de Nouméa        |
| Païta        | Bangou                     |
| Païta        | Col de la pirogue          |
| Païta        | Katiranoma                 |
| Païta        | Kokoréta                   |
| Païta        | Makou                      |
| Païta        | Mont Mou                   |
| Païta        | Naniouni                   |
| Païta        | N'dé                       |
| Païta        | Ondémia                    |
| Païta        | Onghoué                    |
| Païta        | Païta centre (chef-lieu)   |
| Païta        | Plaine aux cailloux        |
| Païta        | Port Laguerre              |
| Païta        | Sanatorium (Païta)         |
| Païta        | Saint-Laurent (Païta)      |
| Païta        | Savannah                   |
| Païta        | Scheffleras                |
| Païta        | Tamoa                      |
| Païta        | Timbia                     |
| Païta        | Tongouin                   |
| Païta        | Tontouta                   |
| Sarraméa     | Sarraméa (chef-lieu)       |
| Sarraméa     | Petit Couli                |
| Sarraméa     | Grand Couli                |
| Thio         | Grand Borendy              |
| Thio         | Petit Borendy              |
| Thio         | Ouindo                     |
| Thio         | Les Pétroglyphes           |
| Thio         | Saint-Jean-Baptiste (Thio) |
| Thio         | Saint-Joseph (Thio)        |
| Thio         | Saint-Michel (Thio)        |
| Thio         | Saint-Paul (Thio)          |
| Thio         | Saint-Pierre (Thio)        |
| Thio         | Saint-Roch (Thio)          |
| Thio         | Saint-Philippo 1           |
| Thio         | Saint-Philippo 2           |
| Thio         | Thio (chef-lieu)           |
| Yaté         | Goro (Yaté)                |
| Yaté         | Touaourou                  |
| Yaté         | Unia (Yaté)                |
| Yaté         | Waho                       |
| Yaté         | Yaté (chef-lieu)           |